# エモリー・コーエン
エモリー・コーエン（Emory Cohen、1990年3月13日 - ）は、アメリカ合衆国ニューヨーク出身の俳優である。

## 略歴
1990年にニューヨーク・マンハッタンのロシア系ユダヤ人の家系に生まれる。
学校の公演で『三文オペラ』に出演したことで演劇に目覚め、エリザベス・アーウィンが設立した革新的な教育を行う高校を2008年に卒業した後、本格的に演技の勉強を始める。
高校卒業後、フィラデルフィアの芸術大学に全額奨学金で進学し、入学直後の2008年にミステリ映画『アフタースクール』で俳優デビューすると、在学中に短編を含む3本の映画に出演するが、大学を2年で中退し、生まれ育ったニューヨークに戻って演劇の勉強を続けることになる。その後、2012年から2013年に出演したテレビシリーズ『SMASH』で名前を知られるようになる。

## フィルモグラフィー

### 映画
| 年   | 邦題/原題                                                        | 役名                             | 備考           |
| ---- | ---------------------------------------------------------------- | -------------------------------- | -------------- |
| 2008 | アフタースクール Afterschool                                     | トレヴァー                       |                |
| 2009 | ニューヨーク、アイラブユー New York, I Love You                  |                                  | クレジットなし |
| 2012 | プレイス・ビヨンド・ザ・パインズ/宿命 The Place Beyond the Pines | エイヴリー・"AJ"・クロス Jr.     |                |
| 2014 | ザ・ギャンブラー/熱い賭け The Gambler                            | デクスター                       |                |
| 2015 | ブルックリン Brooklyn                                            | アンソニー・"トニー"・フィオレロ |                |
| 2015 | ゲット!マイライフ Stealing Cars                                  | ビリー・ワイアット               |                |
| 2016 | ザ・インターセクションズ Detour                                  | ジョニー・レイ                   |                |
| 2016 | ロキシー Vincent N Roxxy                                         | JC                               |                |
| 2016 | ある決闘 セントヘレナの掟 The Duel                               | アイザック・ブラント             |                |
| 2017 | HOT SUMMER NIGHTS/ホット・サマー・ナイツ Hot Summer Nights       | デックス                         |                |
| 2017 | ウォー・マシーン: 戦争は話術だ! War Machine                      | ウィリー・ダン                   |                |
| 2017 | ブラッド・スローン Shot Caller                                   | ハウイ                           |                |
| 2018 | ロード・オブ・カオス Lords of Chaos                              | ヴァルグ・ヴィーケネス           |                |
| 2019 | ウルフ・アワー The Wolf Hour                                     | ビリー                           |                |
| 2019 | KILLERMAN/キラーマン Killerman                                   | ボビー（スカンク）・サントス     |                |
| 2021 | ブルー・バイユー Blue Bayou                                      | デニー                           |                |

### テレビ
| 年        | 邦題/原題   | 役名               | 備考         |
| --------- | ----------- | ------------------ | ------------ |
| 2012-2013 | SMASH Smash | レオ・ヒューストン | 15エピソード |
| 2016-2019 | The OA      | ホーマー・ロバーツ | 14エピソード |